# Каприља (Салерно)
Каприља (итал. Capriglia) је насеље у Италији у округу Салерно, региону Кампанија.
Према процени из 2011. у насељу је живело 1260 становника. Насеље се налази на надморској висини од 249 м.